# 1948年ロンドンオリンピック
1948年ロンドンオリンピック（1948ねんロンドンオリンピック）は、1948年7月29日から8月14日まで、イギリスのロンドンで行われたオリンピック競技大会。ロンドン1948（London 1948）と呼称される。
第二次世界大戦後の最初のオリンピックであり、1936年のベルリンオリンピック以来、12年ぶりに行われた夏季オリンピックでもある。1944年にロンドンで行われる予定の大会が戦争により中止されたため、再度の立候補手続きを経て1946年に開催地が決定した。ロンドンでの開催は2回目であるが、実際には夏季五輪は非開催の分も回次に入れるため公式には3回目（史上最多）の開催となった。

## ハイライト
- 第二次世界大戦の敗戦国であるドイツや日本（いずれも当時は連合軍占領下）の選手団が不承認となり、参加を認められなかった。日本は1938年に東京オリンピックの開催を返上、ドイツは1939年にポーランドに侵攻して第二次世界大戦を起こしたことで、代替となるヘルシンキでのオリンピック開催を事実上不可能にしたことから、両国への非承認はそれらに対する懲罰的な意味合いも大きかったとされている。なお、第二次世界大戦中に政権交代していたイタリアの参加は認められた。
  - これを受け、日本では日本水連がオリンピックでの競泳競技と同じ日程で日本選手権を行い、1500m自由形で古橋廣之進が記録したタイム18分37秒0は、当時の世界記録を大幅に上回るものであり、この競技で金メダルを獲得したアメリカのジェームス・マクレーンの19分18秒5より速く、「幻の金メダル」と呼ばれている。ただし、日本が当時国際水泳連盟から除名されていたため、古橋の記録は公認されていない。
- オランダの女子陸上選手フランシナ・ブランカース＝クンがトラック競技で金メダル4つを獲得し、注目を集めた。
- イローナ・エリク（ハンガリー）とヤン・ブルジャーク（チェコスロバキア）が、12年ぶりのオリンピックにもかかわらず、金メダルを再び獲得した。
- 独立したばかりのインドとパキスタンがホッケーに参加、インドはホッケー発祥の地であるイギリス代表を初戦で敗退させた。
- マラソン競技の終盤、ベルギーのエティエンヌ・ゲイユが最初に競技場に帰還、しかし痙攣を起こし、歩くことを余儀なくされゴール前で二人の選手に追い抜かれた。

## 実施競技
1948年の夏季オリンピックでは、17の異なるスポーツの23分野と、芸術の各カテゴリーをカバーし、136のメダル種目が開催された。

### スポーツ
以下のリストでは、各分野のイベント数が括弧内に記載されている。
- 水上競技
  - 飛込 (4)
  - 競泳 (11)
  - 水球 (1)
- 陸上競技 (33)
- バスケットボール (1)
- ボクシング (8)
- カヌー (9)
- 自転車競技
  - ロード (2)
  - トラック (4)
- 馬術
  - 馬場馬術 (2)
  - 総合馬術 (2)
  - 障害飛越 (2)
- フェンシング (7)
- ホッケー (1)
- サッカー (1)
- 体操 (9)
- 近代五種 (1)
- ボート (7)
- セーリング (5)
- 射撃 (4)
- ウエイトリフティング (6)
- レスリング
  - フリースタイル (8)
  - グレコローマン (8)

この大会では、デモンストレーション・スポーツとして、ラクロスとスウェーデン（リン）体操も含まれていた。

### 芸術
カテゴリー：スポーツ関連の建築、文学、音楽、絵画、彫刻。この大会は、芸術競技がオリンピック種目と見なされた最後のオリンピックとなった。

## 競技会場
- ウェンブリー・エンパイア・エキシビション・グラウンズ
  - ウェンブリー・スタジアム
- エンパイア・プール
- アールズ・コート
- ハリンゲイ・アリーナ
- ウィンザー・グレート・パーク
- アーセナル・スタジアム
- セルハースト・パーク
- クレイヴン・コテージ
- グリフィン・パーク
- チャンピオン・ヒル
- ホワイト・ハート・レーン
- イギリス海峡

## 各国の獲得メダル
| 順 | 国・地域           | 金 | 銀 | 銅 | 計 |
| -- | ------------------ | -- | -- | -- | -- |
| 1  | アメリカ合衆国     | 38 | 27 | 19 | 84 |
| 2  | スウェーデン       | 16 | 11 | 17 | 44 |
| 3  | フランス           | 10 | 6  | 13 | 29 |
| 4  | ハンガリー         | 10 | 5  | 12 | 27 |
| 5  | イタリア           | 8  | 11 | 8  | 27 |
| 6  | フィンランド       | 8  | 7  | 5  | 20 |
| 7  | トルコ             | 6  | 4  | 2  | 12 |
| 8  | チェコスロバキア   | 6  | 2  | 3  | 11 |
| 9  | スイス             | 5  | 10 | 5  | 20 |
| 10 | デンマーク         | 5  | 7  | 8  | 20 |
| 12 | イギリス（開催国） | 3  | 14 | 6  | 23 |

## 映画
- 『ロンドン・オリンピック』 - ロンドンの夏季大会とサンモリッツの冬季大会の実況をテクニカラーで記録した映画。日本では1949年（昭和24年）3月11日に丸の内ピカデリーで封切り。連日満員となった[2]。